# Ludinský háj
Ludinský háj este o arie protejată (arie specială de conservare — SAC, sit de importanță comunitară — SCI) din Slovacia întinsă pe o suprafață de 161,94 ha, integral pe uscat.

## Localizare
Centrul sitului Ludinský háj este situat la coordonatele 47°59′46″N 18°28′03″E / 47.996111°N 18.4675°E.

## Înființare
Situl Ludinský háj a fost declarat sit de importanță comunitară în aprilie 2004 pentru a proteja 1 specie de animale. Situl a fost protejat și ca arie specială de conservare în martie 2004.

## Biodiversitate
Situată în ecoregiunea panonică, aria protejată conține 2 habitate naturale: Păduri stepice euro-siberiene cu Quercus spp., Păduri panonice-balcanice de stejar turcesc - stejar sesil.
La baza desemnării sitului se află o specie protejată de  nevertebrate: Cucujus cinnaberinus.